# Ludwig Volkholz
Ludwig Volkholz (genannt Jager-Wiggerl; geboren als Ludwig Karlstetter; * 1. März 1919 in Würzburg; † 20. Mai 1994 in Grafenwiesen) war ein deutscher Politiker der Bayernpartei, zeitweise der FDP und der von ihm gegründeten C.B.V.

## Leben
Volkholz wurde als Sohn einer Dienstmagd unehelich geboren, erst im Alter von 8 Jahren bekam er durch die Heirat seiner Mutter den Namen Volkholz. Er wuchs in Passau auf.
Nach dem Erwerb der mittleren Reife besuchte Volkholz die Forstschule und war ab 1935 im gehobenen Forstdienst tätig. Ab 1939 nahm er am Zweiten Weltkrieg teil (letzter Dienstgrad: Hauptmann).
Nach dem Krieg wurde Volkholz staatlicher Revierförster in Watzlsteg. 1949 erfolgte seine Wahl in den Bundestag, 1950 zusätzlich die in den Bayerischen Landtag.
Volkholz war einer der fünf Abgeordneten, denen der Bundestag nach den Verhandlungen des Untersuchungsausschusses über Zuteilung und Verwendung von Industriegeldern im Juli 1951 die Niederlegung des Mandats empfahl. Er folgte der Empfehlung jedoch nicht. Aufgrund des aggressiven Wortlauts einer Rede, die er am 8. Juli 1951 in Zwiesel gehalten hatte, beschloss der Bayerische Landtag gegen ihn vorzugehen. Landtag und Bundestag hoben im Januar 1952 seine Immunität auf, und die Staatsanwaltschaft erließ einen Haftbefehl gegen den inzwischen Flüchtigen wegen Anstiftung zum Zeugenmeineid und anderer Delikte. Am 19. Januar 1952 wurde er bei Reutte im österreichischen Grenzgebiet verhaftet und nach Innsbruck gebracht. Österreich lieferte ihn jedoch nicht aus, sondern setzte ihn gegen Zahlung einer Kaution auf freien Fuß. Als Ende Juli 1952 seine Aufenthaltsbewilligung auslief, musste er Österreich verlassen und wurde beim Grenzübertritt verhaftet. Vor dem Amtsgericht Deggendorf wurde er im Januar 1954 wegen Anstiftung zum Meineid zu zehn Monaten Gefängnis verurteilt.
Im kleinen und armen Landkreis Kötzting galt der Jager-Wiggerl dennoch (oder gerade deswegen) als lokaler Held gegen das übermächtige Münchner Establishment. Für den Landtag durfte er aufgrund seiner Vorstrafe jedoch nicht mehr kandidieren. Statt seiner trat seine Ehefrau Paula für die Freie Demokratische Partei (FDP) bei der Landtagswahl 1958 an. Die Liberalen, die im Landkreis Kötzting bis dahin praktisch nicht vorhanden waren, profitierten erheblich vom Namen Volkholz. Paula Volkholz kam zwar nicht in den Landtag, erreichte aber mit 18,7 % im Wahlkreis Kötzting eines der besten Ergebnisse. Der Jager-Wiggerl selbst wurde Bürgermeister von Voggendorf. Die erneute Kandidatur 1966 verhinderte ein neues Gemeindewahlgesetz, also trat erneut seine Frau Paula als Kandidatin für den schon vor der Landtagswahl 1962 gegründeten Niederbayerischen Bauern- und Mittelstandsbund an und wurde Bürgermeisterin. Der Gemeinderat ernannte Volkholz – gegen den erbitterten Widerstand der Staatsregierung, die den Beschluss erfolglos gerichtlich anfocht – zum Ehrenbürger und übertrug ihm das Amt des Gemeindeschreibers.
Ein neues Ziel war das Amt des Landrats von Kötzting, doch zweifelte der bisherige Amtsinhaber Nemmer (CSU) erfolgreich die Wählbarkeit Volkholz' wegen seiner Vorstrafe von 1954 an. Also musste wieder Ehefrau Paula in die Bresche springen. Sie wurde am 8. März 1970 mit 8354 Stimmen gegen 7333 Stimmen für Nemmer gewählt und war damit die erste Landrätin Bayerns. Volkholz selbst war nunmehr im Weingroßhandel tätig und bemühte sich seit November 1971 erfolglos um eine Wiederaufnahme seines Verfahrens von 1954.
In seinen letzten Lebensjahren war Volkholz, durch einen Schlaganfall gesundheitlich beeinträchtigt, nicht mehr politisch aktiv.

## Partei
1947 wurde Volkholz Mitglied der Bayernpartei, für die er 1949 Bundestagsabgeordneter wurde. 1950 wurde er außerdem in den Bayerischen Landtag gewählt.
Er gehörte innerhalb der BP zu der Gruppe um Joseph Baumgartner, Ludwig Lallinger, Jakob Fischbacher und Ernst Falkner, die auf eine prinzipielle Gegnerschaft zur CSU setzten.
Im November 1953 wurde er aus der BP-Fraktion im Bayerischen Landtag ausgeschlossen, wenig später auch aus der Partei. In der Folgezeit gehörte er einige Zeit der FDP an, die ihn jedoch wegen parteischädigenden Verhaltens aus ihren Reihen ausschloss.
Nach den Landtagswahlen 1966 wurde Volkholz als „Patriot und politisch verfolgter Mann“ wieder in die BP aufgenommen und erreichte schnell das Amt des Bezirksvorsitzenden in Niederbayern und des Fraktionsvorsitzenden im Kreistag.
Nach erneuten Streitigkeiten mit der BP – er war nicht zu deren Landesvorsitzenden gewählt worden – verließ Volkholz 1975 nochmals die Partei und gründete die Christliche Bayerische Volkspartei (C.B.V.), die aber lediglich in seinem engeren lokalen Umfeld Erfolg hatte. Im Dezember 1988 erfolgte die Wiedereingliederung der C.B.V. in die BP. Auch Ludwig Volkholz wurde wieder Mitglied der Bayernpartei.

## Abgeordneter
Ludwig Volkholz gehörte dem ersten Deutschen Bundestag von 1949 bis 1953 sowie dem Bayerischen Landtag von 1950 bis 1954 an. In den Bundestag wurde er im Wahlkreis Deggendorf mit 35,5 % der abgegebenen gültigen Stimmen direkt gewählt.